# Boat Group
Die Boat Group ist eine Inselgruppe südwestlich von Stewart Island im Süden von Neuseeland.

## Geographie
Die Inselgruppe befindet sich westlich des südwestlichen Teils von Stewart Island, zwischen knapp einem Kilometer und rund 3,3 km von der Küste von Stewart Island entfernt. Die Inselgruppe deckt ein Seegebiet von rund 3,8 km² ab, in dem die vier größten Inseln in einem leichten Bogen von Nordost nach Südwest in Abständen von rund 180 m bis etwas über einen Kilometer aneinandergereiht liegen.
Die Inselgruppe, die zu den Titi/Muttonbird Islands gezählt wird, besteht aus:
| Insel                    | Größe (ha) | Höhe (m) | Länge (m) | max. Breite (m) | Koordinaten          | Anmerkungen |
| ------------------------ | ---------- | -------- | --------- | --------------- | -------------------- | ----------- |
| Kundy Island             | 20         | 64       | 775       | 345             | 47° 7′ S, 167° 33′ O |             |
| Betsy Island             | 5,0        | 40       | 377       | 220             | 47° 8′ S, 167° 32′ O |             |
| Big Island               | 22         | 59       | 815       | 430             | 47° 8′ S, 167° 32′ O | Hauptinsel  |
| Timore Island (Chimneys) | 5,1        | 66       | 370       | 215             | 47° 8′ S, 167° 31′ O |             |

und fünf kleineren Felseninseln.